# 李季眉
李季眉（英語：Chi-Mei Lee，1949年—），新竹市人，台灣國立中興大學名譽教授，曾任中興大學副校長一職，是前中央研究院院長李遠哲的胞妹。其父為台灣知名畫家李澤藩。

## 經歷
- 1949年（民國38年）生
- 1971年國立台灣大學農業化學系學士
- 1973年國立台灣大學農業化學研究所碩士
- 1973至1974年省立新竹師專專任講師
- 1979年德國哥廷根大學微生物研究所博士
- 1979至1980年食品工業發展研究所食品科學組副研究員
- 1980年國立中興大學環境工程系任教至今
- 1989年至1991年與1994年至1997年任國立中興大學環境工程系系主任暨研究所所長
- 2005年至2007年國科會工程處環境工程學門召集人
- 2006年至2008年國立中興大學副校長
- 2009年國立中興大學特聘教授至今
- 2014年8月退休
- 2015年2月獲頒中興大學名譽教授